# Typhonia psephota
Typhonia psephota is een vlinder uit de familie zakjesdragers (Psychidae). De wetenschappelijke naam van deze soort is, als Melasina psephota, voor het eerst geldig gepubliceerd in 1916 door John Hartley Durrant. De combinatie in Typhonia werd gemaakt in 2011 Sobczyk.

## Type
- type: niet gespecificeerd
- instituut: BMNH, Londen, Engeland
- typelocatie: "Somaliland (Somalia)"